# AT85 Pro Cycling
AT85 Pro Cycling (UCI kód: RDW) byl britský cyklistický UCI Continental tým, jenž vznikl v roce 2017. V březnu 2023 bylo oznámeno, že tento tým zanikl kvůli finančním problémům.

## Historie týmu
Založení týmu bylo oznámeno v prosinci 2016 pod jménem Bike Channel–Canyon. V prosinci 2020 Tim Elverson, generální manažer týmu, oznámil, že tým získal nového titulárního sponzora, britského výrobce slunečních brýlí SunGod, a že se tým v sezóně 2021 bude jmenovat Canyon dhb SunGod.

## Soupiska týmu
K 1. lednu 2023
- Stuart Balfour (GBR) (* 13. května 1997)
- Toby Barnes (GBR) (* 21. prosince 2001)
- Ross Birrell (GBR) (* 17. října 2003)
- Jim Brown (GBR) (* 2. října 2000)
- Finn Crockett (GBR) (* 30. června 1999)
- Sam Culverwell (GBR) (* 5. října 2000)
- Zack Gilmore (AUS) (* 29. dubna 1999)
- Chris Lawless (GBR) (* 4. listopadu 1995)
- Robert Scott (GBR) (* 24. července 1998)
- Maximilian Stedman (GBR) (* 22. března 1996)
- Matthew Teggart (IRL) (* 8. ledna 1996)
- Kiaan Watts (NZL) (* 27. července 2001)
- Josh Whitehead (GBR) (* 1. června 2000)
- Oliver Wood (GBR) (* 26. listopadu 1995)
- Reece Wood (GBR) (* 28. května 1998)
- Euan Woodliffe (GBR) (* 18. ledna 2004)

## Vítězství na národních šampionátech
2018
 Britská časovka do 23 let, Charlie Tanfield
2022
 Irský silniční závod, Rory Townsend